# Bahnstrecke Mariestad–Gössäter
| Streckennummer: | MKJ                                        |                                                      |                                                      |
| Streckenlänge: | 27 km                                      |                                                      |                                                      |
| Spurweite: | 891 mm, seit 1962 1435 mm                  |                                                      |                                                      |
| Streckengeschwindigkeit: | Bandel 552: (Gårdsjö)–(Håkantorp) 100 km/h |                                                      |                                                      |
| |                                            |                                                      |                                                      |
| \| \| \| Bahnstrecke Gårdsjö–Mariestad von (1910) Gårdsjö \| \| \| \| \| Mariestad hamnspåret[2] \| \| \| \| 39,045 \| Mariestad (1874) \| Mariestad (1874) \| \| \| \| \| \| \| \| \| Katrinefors Pappersbruk \| \| \| \| \| Mariestad–Moholms Järnväg nach Moholm (1874) \| \| \| \| 42,5 \| Leksberg \| Leksberg \| \| \| 47,7 \| Prästkvarn (1892) \| Prästkvarn (1892) \| \| \| 50,252 \| Lugnås (ehem. Bahnhof)[3] \| Lugnås (ehem. Bahnhof)[3] \| \| \| 52,051 \| Svaneberg \| Svaneberg \| \| \| 56,250 \| Äskekärr (ehem. Bahnhof)[3] \| Äskekärr (ehem. Bahnhof)[3] \| \| \| 57,4 \| Kvarntorp \| Kvarntorp \| \| \| 59,400 \| Österäng (ehem. Bahnhof)[3] \| Österäng (ehem. Bahnhof)[3] \| \| \| 63,774 \| Forshem [3] \| Forshem [3] \| \| \| \| Bahnstrecke Lidköping–Forshem nach Lidköping \| \| \| \| \| Bahnstrecke Skara–Hönsäters hamn nach Hönsäters hamn \| \| \| \| 66,1 \| Gössäter (1887) \| Gössäter (1887) \| \| \| \| Bahnstrecke Skara–Hönsäters hamn nach Skara \| \| \| \| \| \| \| \| Quellen: [4] \| \| \| \| |                                            |                                                      |                                                      |
| Strecke |                                            | Bahnstrecke Gårdsjö–Mariestad von (1910) Gårdsjö     | Bahnstrecke Gårdsjö–Mariestad von (1910) Gårdsjö     |
| Abzweig geradeaus und ehemals von rechts |                                            | Mariestad hamnspåret                                 | Mariestad hamnspåret                                 |
| Bahnhof | 39,045                                     | Mariestad (1874)                                     | Mariestad (1874)                                     |
| Abzweig geradeaus und nach links · Strecke von rechts |                                            |                                                      |                                                      |
| Strecke · Abzweig ehemals geradeaus und nach rechts |                                            | Katrinefors Pappersbruk                              | Katrinefors Pappersbruk                              |
| Strecke · Strecke nach links (außer Betrieb) |                                            | Mariestad–Moholms Järnväg nach Moholm (1874)         | Mariestad–Moholms Järnväg nach Moholm (1874)         |
| ehemaliger Bahnhof | 42,5                                       | Leksberg                                             | Leksberg                                             |
| ehemaliger Bahnhof | 47,7                                       | Prästkvarn (1892)                                    | Prästkvarn (1892)                                    |
| Haltepunkt / Haltestelle | 50,252                                     | Lugnås (ehem. Bahnhof)                               | Lugnås (ehem. Bahnhof)                               |
| ehemaliger Bahnhof | 52,051                                     | Svaneberg                                            | Svaneberg                                            |
| Haltepunkt / Haltestelle | 56,250                                     | Äskekärr (ehem. Bahnhof)                             | Äskekärr (ehem. Bahnhof)                             |
| ehemaliger Haltepunkt / Haltestelle | 57,4                                       | Kvarntorp                                            | Kvarntorp                                            |
| Haltepunkt / Haltestelle | 59,400                                     | Österäng (ehem. Bahnhof)                             | Österäng (ehem. Bahnhof)                             |
| Bahnhof | 63,774                                     | Forshem                                              | Forshem                                              |
| Abzweig ehemals geradeaus und nach rechts |                                            | Bahnstrecke Lidköping–Forshem nach Lidköping         | Bahnstrecke Lidköping–Forshem nach Lidköping         |
| Abzweig geradeaus und von rechts (Strecke außer Betrieb) |                                            | Bahnstrecke Skara–Hönsäters hamn nach Hönsäters hamn | Bahnstrecke Skara–Hönsäters hamn nach Hönsäters hamn |
| Bahnhof (Strecke außer Betrieb) | 66,1                                       | Gössäter (1887)                                      | Gössäter (1887)                                      |
| Strecke (außer Betrieb) |                                            | Bahnstrecke Skara–Hönsäters hamn nach Skara          | Bahnstrecke Skara–Hönsäters hamn nach Skara          |
| |                                            |                                                      |                                                      |
| Quellen: |                                            |                                                      |                                                      |

Die Bahnstrecke Mariestad–Gössäter (schwedisch Mariestad–Kinnekulle Järnväg (MKJ)) war eine 1889 in Betrieb genommene schmalspurige Eisenbahnstrecke zwischen Mariestad und Gössäter in Skaraborgs län in Schweden.
Sie ist ein Teil der Bahnstrecke Gårdsjö–Håkantorp in Västergötland, die seit der Namensreform der schwedischen Bahnstrecken durch Banverket 1990 Kinnekullebanan genannt wird.

## Geschichte
Am 15. Dezember 1887 erreichte die schmalspurige Skara–Kinnekulle–Vänerns Järnväg (SKWJ) Gössäter. Die ebenfalls schmalspurige Mariestad–Moholms Järnväg (MMJ) hatte Mariestad erreicht. Dadurch entstand der Wunsch, die Orte zwischen der Kreisstadt Mariestad und Gössäter durch eine Bahnstrecke zu verbinden. Damit gab es eine Möglichkeit, von Skara nach Mariestad zu kommen, ohne den Umweg über Västra stambanan zu nehmen.

## Mariestad–Kinnekulle järnvägsaktiebolag
Daher wurde 1887 eine Konzession für diese Strecke beantragt. Diese Konzession wurde am 8. Juni 1887 bewilligt. Bei einer Versammlung am 29. September 1888 konstituierte sich die mit einem Aktienkapital von 333.000 Kronen sowie einem Kredit von 305.000 Kronen versehene Mariestad–Kinnekulle järnvägsaktiebolag. Der erste Vorstand bestand aus Staatssekretär A. M. Bolinder (Vorsitzender), Mariestad, Freiherr C. Klingspor, Råbäck, Ingenieur A. T. Wallenius (Präsident), Svaneberg, Dr. P. G. Södermark, Mariestad, Eisenhütteninhaber Fr. Sköldebrand, Hällekis und Geschäftsführer V. Lundstedt, Mariestad.
Mit dem Bau der Strecke wurde K. G. Wallenius, der Sohn von A. T. Wallenius, beauftragt. Das frühe Frühjahr 1889 erleichterte den Eisenbahnbau, der im Mai begann. Die Verlegung der Schienen begann Ende Juli und die Arbeiten wurden bereits sieben Monate nach Beginn im Dezember 1889 abgeschlossen. Nur am Bahnhof Österäng mussten noch weitere Schotterarbeiten vorgenommen werden. Die Strecke wurde am 19. Dezember 1889 für den Verkehr freigegeben.
Bei der Abrechnung der Kosten des gesamten Bahnsystems wurden 522.207 Kronen errechnet. Die Schienen auf der Strecke waren aus belgischem Stahl und hatten ein Metergewicht von 14,3 Kilogramm. Zwei große Brücken und sechs Stationen waren errichtet worden. Die Bahnhöfe waren für diese Zeit ungewöhnlich, da sie aus Backstein gebaut wurden.

## Bahnhof Mariestad
Bis 1910 war Mariestad mit Ausnahme der Hafenbahn in Richtung Norden Endstation. Nach Osten in Richtung Moholm wurde ab 1890 parallel zur Mariestad–Moholm Järnväg ein Anschluss zur Katrinefors Pappersbruk errichtet, die das größte Güterverkehrsaufkommen der Strecke lieferte. Katrinefors hatte ab 1905 eigenen Lokomotiven und eigene Wagen für den örtlichen Verkehr. Mit der Umspurung der Strecke wurde 1962 zudem die Industriebahn auf Normalspur umgebaut.

## Betrieb
Für Betrieb und Wartung der Fahrzeuge begann eine Zusammenarbeit mit Mariestad–Moholms Järnväg (MMJ). Auf Kosten der MKJ baute die MMJ ihren Rundschuppen in Mariestad mit Standplätzen aus. In Forshem baute MKJ 1889 einen Rundschuppen mit zwei Standplätzen und einer Drehscheibe von 4,9 Metern.
Für den Personenverkehr wurden sechs Personenwagen gekauft, davon waren zwei Drehgestellwagen, die restlichen zweiachsig. Für den Güterverkehr wurden 20 zweiachsige Güterwagen erworben.
Insgesamt wurden folgende Dampflokomotiven beschafft:
| Nummer | Name      | Bauart    | Achsfolge | Hersteller                                     | Fabr.-Nr./ Baujahr | Besonderes                                                                                                  |
| ------ | --------- | --------- | --------- | ---------------------------------------------- | ------------------ | --- |
| 2      |           | Tenderlok | C t       | Fox, Walker & Co, Bristol                      | 196 1873           | 1889 von Mariestad–Moholms Järnväg, MMJ Nr. 2, 1905 verschrottet                                            |
| 4      | MARIESTAD | Tenderlok | 1 B t     | Kristinehamns Mekaniska Verkstad, Kristinehamn | 52 1889            | 1909 an VGJ, Nr. 21, 1916 verschrottet                                                                      |
| 6      |           | Tenderlok | 1 B t     | Motala Verkstad, Motala                        | 196 1898           | 1909 an VGJ, Nr. 22, 1941 an Byvalla–Långshyttans Järnväg (BLJ), 1968 an Museumsbahn Jädraås–Tallås Järnväg |
| 8      |           | Tenderlok | 1 C t     | Nydqvist och Holm, Trollhättan                 | 726 1903           | 1909 an VGJ, Nr. 23, 1942 verschrottet                                                                      |

Die ersten beiden Lokomotiven reichten für den Verkehr bald nicht mehr aus, deshalb wurde 1898 eine dritte Maschine gekauft. Die Tenderlokomotive hatte die Achsfolge 1 B und bekam die Nummer 6. 1903 folgte eine weitere Lok, diesmal von Nydqvist och Holm. Sie hatte die Achsfolge 1 C und erhielt Nummer 8. Es war die letzte Lok vor dem Verkauf an VGJ. Mit ihrer Beschaffung konnte bald auf Nr. 2 verzichtet werden, diese wurde 1905 verschrottet.
Die Nummerierung der Lokomotiven entstand aufgrund einer Vereinbarung mit MMJ. Danach hatten die MMJ-Lokomotiven ungerade Zahlen, während die MKJ-Lokomotiven geraden Zahlen erhielten.
MJK und MMJ kooperierten ab der Eröffnung bei der Bedienung der Strecken sowie der Wartung von Lokomotiven und Wagen. Im Fahrbetrieb gab es eine Zusammenarbeit zwischen MJK, MMJ und SKWJ mit durchgehenden Zügen zwischen Skara und Moholm an der Västra stambana. Die Loks und das Lokpersonal wurde jeweils in Gössäter oder Mariestad ausgetauscht.

## Verkauf an Västergötland–Göteborgs järnvägsaktiebolag
SKWJ wurde von Västergötland–Göteborgs järnvägsaktiebolag (VGJ) 1904 gekauft. Dies führte zu einer Diskussion über den Kauf von MKJ, um eine neue Bahnstrecke Skara–Timmersdala–Mariestad zu errichten, um die Verbindung von Göteborg nach Mariestad unter einer Verwaltung zu führen. VGJ kaufte MKJ am 22. August 1908 für 445.136 Kronen und 85 Öre, die Mariestad–Kinnekulle järnvägsaktiebolag wurde aufgelöst und die Fahrzeuge in die VGJ integriert. VGJ baute 1910 die Erweiterung von Mariestad nach Gårdsjö an der Västra stambana.

## Verstaatlichung
Im Rahmen der allgemeinen Eisenbahnverstaatlichung kaufte der Staat 1948 VGJ auf und integrierte diese in die Organisation von Statens Järnvägar. Der Streckenabschnitt Mariestad–Forshem wurde von SJ 1962 auf Normalspur umgebaut und ist heute Teil der Bahnstrecke Gårdsjö–Håkantorp. Der Abschnitt Forshem–Gössäter wurde von SJ 1970 eingestellt und abgebaut.
 